# Jonathan Erdelyi
Jonathan Erdelyi (* 9. Juli 1981 in Carteret, New Jersey) ist ein ehemaliger US-amerikanischer Radrennfahrer.
Im Jahre 2003 wurde Jonathan Erdelyi US-amerikanischer Meister im Straßenrennen der U23-Klasse. Im Laufe seiner Radsportlaufbahn errang er insgesamt sechs Siege, fünf davon bei kleineren Rennen in den USA. 2008 beendete er seine sportliche Karriere und eröffnete ein Fahrradgeschäft in New Jersey.

## Erfolge
2003
- US-amerikanischer Straßenmeister (U23)

## Teams
- 2001 Jelly Belly

...
- 2003 Ofoto-Lombardi Sports
- 2004 Ofoto-Lombardi Sports
- 2005 Snow Valley-Seal

...
- 2008 Rite Aid-Shebell & Shebell